# Uracentron
Genre
Uracentron est un genre de sauriens de la famille des Tropiduridae.

## Répartition
Les espèces de ce genre se rencontrent dans la moitié Nord de l'Amérique du Sud.

## Liste des espèces
Selon The Reptile Database (3 mai 2012) :
- Uracentron azureum (Linnaeus, 1758)
- Uracentron flaviceps (Guichenot, 1855)

## Publication originale
- Kaup, 1827 : Zoologische Monographien. Isis von Oken, vol. 20, p. 610-625 (texte intégral).